# Чикаго хаус
Чикаго хаус (на английски: Chicago house) е най-старият стил в хаус музиката, произхождаща от Чикаго, САЩ, в нощен клуб с име The Warehouse („Фабриката“).
Вярва се, че терминът „house music“ произлиза от името на клуба. DJ Frankie Knuckles популяризира хаус музиката докато работи в The Warehouse.
Хаус музиката се вписва в денс клуб културата в началото на 1980-те години. След като диското започва да се популяризира, няколко диджеи, предимно от гей обществото, променят стила с по-малко поп. Бийтовете стават по-механични, а басът – по-дълбок, докато елементите на електронен поп – Latin soul, дъб, рап и джаз, са „прецедени“ под упорития 4/4 бийт.
Много често музиката е напълно инструментална, а когато се намесват вокалисти, това най-често са жени, които пеят мелодии без думи.